# Заводской (Земетчинский район)
Заводской — посёлок в Земетчинском районе Пензенской области. Входит в состав Салтыковского сельсовета.

## География
Находится в северо-западной части Пензенской области на расстоянии приблизительно 14 км на северо-запад от районного центра посёлка Земетчино.

## История
Основан в 1920 году. В 1934 году — центральная усадьба колхоза «Пролетарский». В 1955 году — колхоз имени Маленкова. В 2004 году оставалось 1 хозяйство.

## Население
Численность населения: 51 человек (1926 год), 186 (1934), 150 (1936), 25 (1959), 26 (1979), 12 (1989), 7 (1996). Население составляло 4 человека (русские 100 %) в 2002 году, 2 в 2010.